# Rocky Votolato
Rocky Votolato (Dallas (Texas), 8 maart 1977) is een Amerikaanse singer-songwriter

## Biografie
Votolato groeide tot op 13-jarige leeftijd op in Frost (Texas), ongeveer 80 kilometer ten zuiden van Dallas. Nadat zijn ouders waren gescheiden, hertrouwde zijn moeder en verhuisde het gezin naar de Pacific Northwest in 1991, waar hij naar de Inglemoor High School in Kenmore (Washington) ging. Vervreemd door zijn zuidelijke wortels, leidde het isolement ertoe dat hij al zijn aandacht richtte op het leren spelen van gitaar en het schrijven van liedjes. Geïnspireerd door het zien van vele punkshows, waaronder bands als Jawbreaker en Fugazi, startte hij op de middelbare school verschillende muzikale projecten.
Toen in 1996 zijn voormalige band Lying on Loot uit elkaar ging, begon Votolato samen met zijn vrienden Rudy Gajadhar (drums) en Andrew Hartley (bas) te spelen onder de naam Waxwing. Zijn jongere broer Cody (The Blood Brothers) voegde zich al snel bij de band op de tweede gitaar en de band nam hun 7" debuut op voor Henry's Finest Recordings. In 1999 bracht Second Nature Recordings hun eerste volledige album For Madmen Only uit. Door vermenging van straight-up rock met elementen van posthardcore en Cody's aan metal gelieërd gitaarspel, vestigde Waxwing al snel een sterke lokale aanhang. De band tekende vervolgens bij Second Nature Recordings uit Kansas City (Missouri) en bracht vervolgens de drie volledige albums For Madmen Only in 1999, One for the Ride in 2000 en Nobody Can Take What Everybody Owns in 2002 uit. Tegen die tijd was het profiel van de band in het muziekcircuit in Seattle aanzienlijk gegroeid, waardoor ze consequent uitverkocht waren bij lokale clubs zoals The Crocodile Cafe en The Paradox Theatre.
In 1999 beëindigde Votolato zijn werk met Waxwing, nadat hij een handvol nummers had geschreven die niet echt in hun agressievere, snelle stijl pasten. Onderweg toerde hij met onder meer Damien Jurado, Small Brown Bike, The Get Up Kids, The New Amsterdams, Owen en The Casket Lottery. Leden van laatstgenoemde verleenden af en toe assistentie als achtergrondmuzikanten. Zijn studioalbums zijn ook bezaaid met optredens van enkele van de beste muzikanten van Seattle (waaronder spelers in de bands Red Stars Theory, Sharks Keep Moving, The Blood Brothers, Death Cab for Cutie en Pedro the Lion en Sub Pop solo-artieste Rosie Thomas).
Als producent heeft Votolato samengewerkt met Matt Bayles (Pearl Jam, Botch, Murder City Devils, Hayden) en Chris Walla (van Death Cab for Cutie). Het is een creatieve input, die Votolato heeft geholpen stilistisch vooruitgang te boeken bij elke publicatie van zijn in 1999 uitgebrachte, onopvallende titelloze album, allemaal vrijwel live opgenomen, tot zijn recente, alt-country, folk-achtige presentatie Makers. De video White Daisy Passing is opgenomen voor het eerste nummer van Makers, een nummer dat ook verscheen in een aflevering van het populaire tv-programma The OC. Votolato speelde ook in de film The Edge of Quarrel, waarin hij samenwerkte met Dave Larson van Excursion Records. Het bevat ook leden van de Murder City Devils en Botch en gaat over een bendeoorlog tussen straightedgers en punkrockers en zijn pogingen om vrede te bereiken tussen de twee tegengestelde groepen. 

## Privéleven
Hij is al meer dan 10 jaar getrouwd met zijn vrouw April Votolato en ze wonen in Seattle met hun twee kinderen.

## Discografie

### Solo
- 1999: Rocky Votolato (Status Recordings)
- 1999: Rocky V/Seth Warren (7", Redwood Records)
- 2000: A Brief History (Your Best Guess)
- 2002: Rocky V/Suffering & The Thieves (7", Velvet Blue Music)
- 2002: Burning My Travels Clean (lp, Second Nature Recordings)
- 2003: The Light and the Sound (ep, Second Nature Recordings)
- 2003: Suicide Medicine (Second Nature Recordings)
- 2006: Makers (Second Nature Recordings/Barsuk)
- 2007: End Like This (ep, Second Nature Recordings)
- 2007: The Brag and Cuss (Barsuk)
- 2010: True Devotion (Barsuk)
- 2012: Television of Saints (Undertow Music Collective)
- 2015: Hospital Handshakes (No Sleep Records)
- 2017: Live at Black Belt  (Rocket Heart Records)

### Waxwing
- 1999: Waxwing 7" (1999) (Henry's Finest Recordings)
- 1999: For Madmen Only (1999) (Second Nature Recordings)
- 2000: One for the Ride (2000) (Second Nature Recordings)
- 2001: Intervention:Collection+Remix (2001) (Second Nature Recordings)
- 2002: Nobody Can Take What Everybody Owns (2002) (Second Nature Recordings)

### Lying On Loot
- 1996: Split 7" met State Route 522 (Henry's Finest Recordings)

- Bibliothèque nationale de France: cb15753646s (data)
- Gemeinsame Normdatei: 1054650446
- International Standard Name Identifier: 0000 0000 4906 0451
- Library of Congress Control Number: no2004109812
- MusicBrainz: 05010b18-ba21-46dc-be6d-615d90170b8e
- Virtual International Authority File: 41561017
- WorldCat: E39PBJcr9cwRXtdDhCtGJfMpT3